# Карасёв, Александр Николаевич
Александр Николаевич Карасёв (1902—1972) — советский историк и археолог, специалист по античной археологии Северного Причерноморья.

## Биография
Родился в 1902 году в Санкт-Петербурге.
Получив среднее образование в 1920 году пошёл добровольцем служить на Балтийский флот. Находясь на службе в армии, был откомандирован в Фототехнический институт (ныне Санкт-Петербургский государственный институт кино и телевидения), затем перешёл в Высшую школу летчиков-наблюдателей, а в 1923 году поступил в Институт гражданских инженеров. В 1925 году, ещё находясь на действительной службе, поступил на археологическое отделение Ленинградского государственного университета. В числе его учителей были Б. В. Фармаковский и Н. Б. Бакланов.
В 1928 году Александр Николаевич поступил практикантом в Государственную академию истории материальной культуры (ГАИМК), и до конца жизни продолжил работать в Институте истории материальной культуры (ИИМК) и Ленинградском отделе Института истории и археологии Академии наук СССР (ЛОИА АН СССР) — ныне это Институт археологии РАН.
Ещё в 1925 году он начал полевую деятельность в археологических экспедициях, когда принял участие в раскопках Херсонеса. С 1926 года и до конца жизни был исследователем Ольвии. Участвовал в более чем 60 экспедициях — Ольвийской, Тавро-скифской и Чайкинской, а также в Таманской, Керченской, Черкес-Керменской, Фархадской, Никопольской и Староладожской.
В 1935 году А. Н. Карасев женился на Елене Ивановне Леви (1903—1996) — также археологе, сотруднице ГАИМК/ИИМК/ЛОИИМК/ЛОИА. В 1939 году у них родился сын Виктор. В годы Великой Отечественной войны Александр Николаевич находился в блокадном Ленинграде. С семьёй был эвакуирован в Казань и затем в Ташкент. После окончания войны вернулся в Ленинград.
Автор ряда работ, воспитал плеяду полевых работников, прошедших через его экспедиции.
Умер 29 июня 1972 года.
В архиве Санкт-петербургского филиала Российской академии наук имеются документы, относящиеся к А. Н. Карасёву.